# Костольне Крачани
Костольне́ Крачани (словац. Kostolné Kračany) — село в окрузі Дунайська Стреда Трнавського краю Словаччини. Площа села 13,92 км². Станом на 31 грудня 2015 року в селі проживало 1320 жителів.

## Історія
Перші згадки про село датуються 1215 роком.

## Географія
Протікає канал Войка-Крачани

## Населення
| Рік:            | 1994. | 2004.    | 2014.   | 2024.    |
| --------------- | ----- | -------- | ------- | -------- |
| Кількість осіб: | 1071  | 1222     | 1305    | 1494     |
| Різниця:        |       | +14,09 % | +6,79 % | +14,48 % |

| Рік:            | 2023. | 2024.   |
| --------------- | ----- | ------- |
| Кількість осіб: | 1464  | 1494    |
| Різниця:        |       | +2,04 % |